# Петренко, Дмитрий Александрович
Дмитрий Александрович Петренко (18 июня 1966, Волжский, Волгоградская область, СССР) — советский и российский футболист, нападающий; тренер.
Воспитанник Василия Ивановича Руденко. Карьеру футболиста начал в 1984 году в клубе второй лиги «Торпедо» Волжский. В 1990 году перешёл в волгоградский «Ротор», сыграл 17 матчей в высшей лиге. В середине сезона-1991 вернулся в «Торпедо». В конце 1992 года подписал контракт с немецким клубом «Вальдхоф», за который отыграл три сезона. С 1996 по 2007 год выступал за различные команды российских низших дивизионов. В 1999 году играл в чемпионате Казахстана за «Женис» Астана.
В 2004—2005 годах был играющим тренером камышинского «Текстильщика». В 2008—2012 — главный тренер «Энергии» Волжский. С июля по октябрь 2012 года — главный тренер «Олимпии» Волгоград.